# Suché (okres Michalovce)
Suché je obec na Slovensku v okrese Michalovce.

## Polohopis
Obec Suché leží v severní části Východoslovenské nížiny, v jihovýchodní části Pozdišovské pahorkatiny, v nadmořské výšce kolem 142 m n. m.

## Dějiny
Nejstarší zpráva o Suchém je v listině z roku 1266 o darování a vymezení majetku Lesného, které sousedilo s katastrem vesnice Suché patřící šlechtici Radnoltovi.
Po neúrodě v roce 1830 postihla v roce 1831 obec cholera. V obci byla od 8. do 31. července. V Suchém na ni zemřelo 84 lidí (matrika zemřelých uvádí jejich počty: řeckokatolíků 56, římskokatolíků 28).

## Kultura a zajímavosti

### Památky
- Řeckokatolický kostel sv. Petra a Pavla, jednolodní barokně-klasicistní stavba s půlkruhovým ukončením presbytáře a představenou věží z roku 1805. Úpravami prošel po druhé světové válce. Prostor je zaklenut pruskou klenbou. Fasády chrámu jsou hladké s půlkruhový ukončenými okny. Věž má nárožní zaoblení. Ukončena je barokní helmicí s laternou.